# Järnäs
Järnäs är en by på Järnäshalvön i Nordmalings kommun. 

## Historia
Ortnamnet (af Geranes 1413) är flertydigt. Det kan komma av fornsvenska gere 'kil, trekant' eller av dialektordet gere 'ånga, hetta' m.m. eller av mansnamnet Gere.
Byn omnämns för första gången i Järnäsbrevet från 25 januari 1413. Järnäsbrevet är ett protokoll från den gamla tingsplatsen i Banafjäl där gränsen mellan Järnäs och Bredvik fastställdes.
Bönderna i Järnäs hade fiskarstugor bland annat i Järnäsklubb, där också en lotsplats inrättades i början av 1700-talet. 
Under laga skifte (1909) flyttades många gårdar ut från bykärnan i Järnäs till bland annat Järnäsklubb och Kråken.

## Samhället
Lotsplatsen drivs sedan 2014 numera som vandrarhem.